# Peltogasterella gracilis
Peltogasterella gracilis — вид щелепоногих ракоподібних родини Peltogastridae. Паразитує у крабах та раках-самітниках.

## Поширення
Вид поширений на північному заході Тихого океану.